# 740 v.Chr.
Het jaar 740 v.Chr. is een jaartal volgens de christelijke jaartelling. 

## Gebeurtenissen

### Palestina
- Koning Jotam (740 - 735 v.Chr.) heerser over het koninkrijk Juda.

### Griekenland
- Sparta onderwerpt het naburige Messenië, waarbij de vrije Messeniërs tot heloten worden gemaakt.

### Assyrië
- Koning Tiglat-Pileser III verovert de stad Arpad. Hij benoemt een gouverneur voor de stadstaat.
- Koning Razin van Aram (met als hoofdstad Damascus) moet aan Assur schatting betalen.

## Geboren
740-687 v.Chr., koning Hizkia van Juda

## Overleden
- Uzzia, koning van Juda